# آن دوران که به زن‌ها باکره می‌گفتند
آن دوران که به زن‌ها باکره می‌گفتند (ایتالیایی: Quando le donne si chiamavano madonne) یک کمدی سکسی سبک ایتالیایی به کارگردانی آلدو گریمالدی است که در سال ۱۹۷۲ منتشر شد.

## بازیگران
- ادویژ فنش
- ویتوریو کاپریولی
- استفانیا کاردو
- دن باکی
- ماریو کاروتنوتو
- کارلو د میو
- پیتر برلینگ
- کارلو اسپوزیتو